# ماديسون وولف
ماديسون وولف (بالإنجليزية: Madison Wolfe)‏؛ (ولدت في 16 أكتوبر 2002)، ممثلة أمريكية. أول أفلامها كان فيلم المغامرات والدراما على الطريق، أما أول مسلسل لها فكان مسلسل محقق فذ، كما قامت ببطولة فيلم الشعوذة 2.

## حياتها الفنية
أول أفلام ماديسون كان فيلم المغامرات والدراما على الطريق عام 2012 وقامت بدور دودي لي، مثلت بعد ذلك في أفلام الحملة عام 2012 ودين الشيطان عام 2014.، ظهرت ماديسون في فيلم جوي عام 2015 في دور بيغي الصغيرة، ثم قامت ببطولة فيلم الشعوذة 2 عام 2016 في دور جانيت.

## أعمالها

### الأفلام
| السنة | الفيلم            | بالإنجليزية     | الدور                   |
| ----- | ----------------- | --------------- | ----------------------- |
| 2012  | على الطريق        | On the Road     | دودي لي                 |
| 2012  | الحملة            | The Campaign    | جيسيكا برادي            |
| 2013  | غريس الموسيقية    | Grace Unplugged | غريس وهي صغيرة          |
| 2014  | دين الشيطان       | Devil's Due     | بريتاني                 |
| 2015  | جحيم منزلي الحبيب | Home Sweet Hell | أليسون شامبين           |
| 2015  | ترامبو            | Trumbo          | نيكولا ترامبو وهي صغيرة |
| 2015  | جوي               | Joy             | بيغي وهي صغيرة          |
| 2016  | السيد تشرش        | Mr. Church      | بوبي وهي صغيرة          |
| 2016  | كيانو             | Keanu           | ألكسيس                  |
| 2016  | الشعوذة 2         | The Conjuring 2 | جانيت هودجسون           |

### المسلسلات
| السنة | المسلسل                | بالإنجليزية              | الدور                |
| ----- | ---------------------- | ------------------------ | -------------------- |
| 2014  | محقق فذ                | True Detective           | أودري هارت           |
| 2015  | نادي زوجات رواد الفضاء | The Astronaut Wives Club | جولي شيبرد           |
| 2015  | صرخة                   | Scream                   | إيما دوفال وهي صغيرة |
| 2015  | حديقة حيوان            | Zoo                      | كليمنتين لويس        |

## وصلات خارجية
- ماديسون وولف على موقع IMDb (الإنجليزية)
- ماديسون وولف على موقع قاعدة بيانات الفيلم (الإنجليزية)